# 蒂萨拜尔采尔
蒂萨拜尔采尔（匈牙利語：Tiszabercel）是匈牙利索博尔奇-索特马尔-拜赖格州所辖的一个村。总面积31.38平方公里，总人口1912，人口密度60.9人/平方公里（2011年1月1日）。